# Hell Comes to Your Heart
Hell Comes to Your Heart is het vierde album van de Amerikaanse band Mondo Generator.

## Geschiedenis
Het album kwam uit in 2012 onder Nick Oliveri's label Mondo Media. De platen werden gedistribueerd door Cobraside Distribution.
De plaat werd in drie dagen opgenomen in de opnamestudio van Josh Homme: Pink Duck Studio in Burbank, Californië. Josh Homme en John Garcia doen ook mee in het nummer "The Last Train". Dit was in de periode voordat Homme Garcia aanklaagde vanwege de naam Kyuss Lives!.

## Tracklist
| Nr. | Titel                              | Duur |
| --- | ---------------------------------- | ---- |
| 1   | Dead Silence                       | 2:23 |
| 2   | The Way I Let You Down             | 3:06 |
| 3   | Burn the Bridge                    | 3:39 |
| 4   | Won't Let Go                       | 3:59 |
| 5   | Like The Sky                       | 3:04 |
| 6   | This Isn't Love                    | 2:52 |
| 7   | The Dirt Beneath                   | 2:57 |
| 8   | Hang 'em High                      | 3:12 |
| 9   | Central Nervous System High School | 2:48 |
| 10  | Smashed Apart                      | 3:15 |
| 11  | Night Calls                        | 2:44 |
| 12  | The Last Train                     | 4:00 |

- nummers 1, 2 en 6 komen van de ep Hell Comes to Your Heart (ep).
- het nummer "The Last Train" is opgenomen met gitarist Josh Homme en zanger John Garcia

## Sessiemuzikanten
- C. J. Ramone
- Josh Homme
- John Garcia
- Blag Dahlia
- Marc Diamond
- Brendon Henderson
- Chris Henry

## Bandleden
- Nick Oliveri - zang, basgitaar
- Hoss Wright - drum
- Ian Taylor - gitaar
- Mike Pygmie - leadgitaar (deze speelde eerder mee met de band Brant Bjork and the Bros)